# Human
Human je četvrti studijski album američkog death metal-sastava Death. Album je 22. listopada 1991. godine objavila diskografska kuća Relativity Records.

## O albumu
Album je označio početak velike Deathove stilske promjene – tehnički je složeniji i progresivniji od prethodnih albuma sastava. Tekstovi su introspektivniji u usporedbi s tekstovima o krvoproliću na albumima Scream Bloody Gore i Leprosy te s komentarima o društvu na albumu Spiritual Healing. Taj će se stil nastaviti razvijati na svim naknadnim Deathovim albumima. Jedini je album skupine na kojem su svirali gitarist Paul Masvidal i bubnjar Sean Reinert te prvi na kojem je svirao basist Steve DiGiorgio.
DiGiorgio je napustio grupu nakon snimanja tog albuma (iako će joj se kasnije opet pridružiti tijekom snimanja albuma Individual Thought Patterns). Zamijenio ga je Scott Carino, koji je otišao na turneju sa skupinom 1991. i 1992. Carino je također snimio i bas-gitaru na prvoj polovici skladbe "Cosmic Sea", dok je ostatak skladbe (kao i basističku solističku dionicu) snimio DiGiorgio.
Godine 2011. Relapse Records i Perseverance Holdings Ltd. ponovno su objavili album kako bi obilježili dvadesetu godišnjicu izvorne objave albuma. Tu je inačicu albuma remiksao Jim Morris iz studija Morrisound Recording Studios; na njoj se nalaze dodatne skladbe te ju je odobrio Schuldinerov odvjetnik intelektualnog vlasništva, Eric Greif. Greif je izjavio da je remiksanje albuma bilo nužno jer je "Sony, nevjerojatno, izgubio izvorne snimke mikseva albuma te bi svaki pokušaj remasteriranja pomoću CD-a bila prevara".

## Popis pjesama
Tekstovi i glazba: Chuck Schuldiner. 
| 1.    | »Flattening of Emotions«    | 4:30 |
| 2.    | »Suicide Machine«           | 4:22 |
| 3.    | »Together as One«           | 4:09 |
| 4.    | »Secret Face«               | 4:36 |
| 5.    | »Lack of Comprehension«     | 3:43 |
| 6.    | »See Through Dreams«        | 4:25 |
| 7.    | »Cosmic Sea« (instrumental) | 4:28 |
| 8.    | »Vacant Planets«            | 3:49 |
| 34:02 |                             |      |

| Bonus skladba s japanske inačice | Bonus skladba s japanske inačice | Bonus skladba s japanske inačice | Bonus skladba s japanske inačice | Bonus skladba s japanske inačice | Bonus skladba s japanske inačice | Bonus skladba s japanske inačice | Bonus skladba s japanske inačice | Bonus skladba s japanske inačice | Bonus skladba s japanske inačice |
| Br.                              | Skladba                          | Trajanje                         |                                  |                                  |                                  |                                  |                                  |                                  |                                  |
| -------------------------------- | -------------------------------- | -------------------------------- | -------------------------------- | -------------------------------- | -------------------------------- | -------------------------------- | -------------------------------- | -------------------------------- | -------------------------------- |
| 9.                               | »God of Thunder« (obrada Kissa)  | 3:57                             |                                  |                                  |                                  |                                  |                                  |                                  |                                  |
| 37:59                            |                                  |                                  |                                  |                                  |                                  |                                  |                                  |                                  |                                  |

| Dodatne pjesme na izdanju iz 2011. | Dodatne pjesme na izdanju iz 2011.                              | Dodatne pjesme na izdanju iz 2011. | Dodatne pjesme na izdanju iz 2011. | Dodatne pjesme na izdanju iz 2011. | Dodatne pjesme na izdanju iz 2011. | Dodatne pjesme na izdanju iz 2011. | Dodatne pjesme na izdanju iz 2011. | Dodatne pjesme na izdanju iz 2011. | Dodatne pjesme na izdanju iz 2011. |
| Br.                                | Skladba                                                         | Trajanje                           |                                    |                                    |                                    |                                    |                                    |                                    |                                    |
| ---------------------------------- | --------------------------------------------------------------- | ---------------------------------- | ---------------------------------- | ---------------------------------- | ---------------------------------- | ---------------------------------- | ---------------------------------- | ---------------------------------- | ---------------------------------- |
| 1.                                 | »Flattering of Emotions« (instrumentalna pjesma)                | 4:54                               |                                    |                                    |                                    |                                    |                                    |                                    |                                    |
| 2.                                 | »Suicide Machine« (instrumentalna pjesma)                       | 4:30                               |                                    |                                    |                                    |                                    |                                    |                                    |                                    |
| 3.                                 | »Together as One« (instrumentalna pjesma)                       | 4:15                               |                                    |                                    |                                    |                                    |                                    |                                    |                                    |
| 4.                                 | »Secret Face« (instrumentalna pjesma)                           | 2:02                               |                                    |                                    |                                    |                                    |                                    |                                    |                                    |
| 5.                                 | »Secret Face - Part 2« (instrumentalna pjesma)                  | 2:44                               |                                    |                                    |                                    |                                    |                                    |                                    |                                    |
| 6.                                 | »Lack of Comprehension« (instrumentalna pjesma)                 | 3:46                               |                                    |                                    |                                    |                                    |                                    |                                    |                                    |
| 7.                                 | »"Felt Good" - Studio Snippet« (instrumentalna pjesma)          | 0:14                               |                                    |                                    |                                    |                                    |                                    |                                    |                                    |
| 8.                                 | »See Through Dreams« (instrumentalna pjesma)                    | 1:37                               |                                    |                                    |                                    |                                    |                                    |                                    |                                    |
| 9.                                 | »See Through Dreams - Part 2« (instrumentalna pjesma)           | 3:03                               |                                    |                                    |                                    |                                    |                                    |                                    |                                    |
| 10.                                | »Vacant Planets« (instrumentalna pjesma)                        | 3:59                               |                                    |                                    |                                    |                                    |                                    |                                    |                                    |
| 11.                                | »Cosmic Sea« (instrumentalna pjesma)                            | 2:13                               |                                    |                                    |                                    |                                    |                                    |                                    |                                    |
| 12.                                | »Cosmic Sea - Part 2« (instrumentalna pjesma)                   | 2:03                               |                                    |                                    |                                    |                                    |                                    |                                    |                                    |
| 13.                                | »God of Thunder« (obrada Kissove pjesme, instrumentalna pjesma) | 4:05                               |                                    |                                    |                                    |                                    |                                    |                                    |                                    |
| 14.                                | »Flattering of Emotions«                                        | 4:26                               |                                    |                                    |                                    |                                    |                                    |                                    |                                    |
| 15.                                | »Lack of Comprehension«                                         | 3:48                               |                                    |                                    |                                    |                                    |                                    |                                    |                                    |
| 16.                                | »Suicide Machine«                                               | 4:31                               |                                    |                                    |                                    |                                    |                                    |                                    |                                    |
| 17.                                | »Together as One«                                               | 4:10                               |                                    |                                    |                                    |                                    |                                    |                                    |                                    |
| 18.                                | »See Through Dreams«                                            | 4:08                               |                                    |                                    |                                    |                                    |                                    |                                    |                                    |
| 19.                                | »Secret Face« (instrumentalna pjesma)                           | 4:48                               |                                    |                                    |                                    |                                    |                                    |                                    |                                    |
| 20.                                | »Vacant Planets« (instrumentalna pjesma)                        | 3:59                               |                                    |                                    |                                    |                                    |                                    |                                    |                                    |
| 69:15                              |                                                                 |                                    |                                    |                                    |                                    |                                    |                                    |                                    |                                    |

## Recenzije
Steve Huey, glazbeni kritičar sa stranice AllMusic, dodijelio je albumu četiri i pol zvjezdice od njih pet i komentirao je: "Human je predstavio Death široj publici nakon što je Chuck Schuldiner skoro raspustio sastav. Schuldinerovi su se načini sviranja i skladateljske vještine neizmjerno poboljšali od albuma Scream Bloody Gore. Sklada čudne, disonantne, harmonizirane gitarske dionice i jedan je od nekolicine death metal-skladatelja koji mijenja raspoloženja i teksture kako album teče; Humanova je druga polovica zapravo gotovo mirna prema standardima death metala".

## Zasluge
| Death - Sean Reinert – bubnjevi - Chuck Schuldiner – vokali, gitara, produkcija, logotip - Paul Masvidal – gitara - Steve DiGiorgio – bas-gitara Dodatni glazbenici - Scott Carino – bas-gitara (na skladbi "Cosmic Sea") | Ostalo osoblje - Scott Burns – produkcija, snimanje, miksanje - Michael Fuller – mastering - René Miville – ilustracije - Tim Hubbard – fotografija - David Bett – umjetnički direktor |